# Pierre-Emmanuel de Siorac
Pierre-Emmanuel de Siorac est un personnage de fiction qui fait suite à son père, le marquis Pierre de Siorac, en tant que héros et narrateur de la chronique Fortune de France de Robert Merle. Son rôle débute en 1607, durant les dernières années du règne de Henri IV, dans le roman La Volte des vertugadins.
Né en 1592 [Cette date est impossible car la relation entre Pierre de Siorac et la duchesse de Guise ne débute qu'après le siège de Laon, en été 1594; Pierre-Emmanuel est donc né au plus tôt en 1595. La note de l'auteur, page 11 de La Volte de vertugardins est étrange, car, page 62, lors du voyage en gabarre sur la Seine, en 1607, il dit qu'il a 12 ans. L'auteur ne semble pas très précis sur les dates, car page 101 de ce même volume, lors du bal de la duchesse de Guise, toujours en 1607, il dit qu'il entre dans sa quinzième année, c'est-à-dire qu'il vient d'avoir 14 ans - ce qui le ferait naître en 1593], il est le fils illégitime du marquis de Siorac et de la duchesse de Guise.
Tout d'abord truchement (traducteur) ès langues étrangères d'Henri IV qui est son parrain, il devient ensuite le Premier Gentilhomme de la Chambre dans la maison de son successeur.
Il sert le roi Louis XIII avec dévouement et sera récompensé de ses efforts en devenant comte d'Orbieu. Il sera présent lors du siège de La Rochelle, où il sera élevé au rang de duc et pair.